# Palazzo Tucci
Palazzo Tucci è un palazzo storico della città di Lucca, ubicato in via Cesare Battisti 13, angolo con via san Giorgio.

## Storia e descrizione
Palazzo Tucci è un palazzo del Cinquecento, ristrutturato nel 1779 da Giuseppe Tucci, antenato della famiglia che ancora vi abita, come attestato dall'iscrizione sulla facciata:
|Iscrizione sopra lo stemma sulla facciata
Il rifacimento del XVIII secolo è uno dei più tardi esempi di architettura barocca a Lucca e si deve all'architetto ed erudito Ottaviano Diodati, che lavorò anche al giardino della Villa Garzoni a Collodi.
In un'ala del palazzo è nato il musicista Alfredo Catalani, come recita una lapide sulla facciata posteriore.
Attualmente è in parte adibito a struttura turistico ricettiva.